# نیکلاس کلی
نیکلاس آنتونی فیلیپ کلی (انگلیسی: Nicholas Clay; ۱۸ سپتامبر ۱۹۴۶ – ۲۵ مهٔ ۲۰۰۰) هنرپیشه اهل بریتانیا بود.
از فیلم‌هایی که وی در آن نقش داشته‌است، می‌توان به اکس‌کالیبور، عاشق لیدی چترلی، شیطان زیر آفتاب، زیبای خفته، ادیسه و سگ باسکرویل اشاره کرد.
همچنین وی در سال ۱۹۸۵ در در قسمت «بیمار مقیم» از سریال تلویزیونی ماجراهای شرلوک هولمز نقش دکتر پرسی ترولیان را ایفا نمود.